# Polluce (piroscafo)
Il Polluce fu un piroscafo costruito nel 1839 dai cantieri Normand di Le Havre ed acquistato dalla compagnia di navigazione De Luchi-Rubattino insieme all'unità gemella Castore. Vittima di un incidente, probabilmente causato da un tentativo di arrembaggio per rubare il carico prezioso che trasportava, affondò il 17 giugno 1841.

## Caratteristiche
Il Polluce possedeva un motore a vapore costruito in Inghilterra; produceva una potenza di 160 cavalli che muoveva le due ruote a pale laterali capaci di far raggiungere alla nave una velocità di 10 nodi.
Il trasferimento al porto di Genova venne effettuato il 13 aprile 1841 e dal 21 dello stesso mese iniziò la sua regolare linea Marsiglia - Genova - Livorno - Civitavecchia - Napoli, trasportando merci e un massimo di 90 passeggeri divisi in due classi.

## Il naufragio
Alle 23,45 del 17 giugno 1841 il Polluce venne speronato dal piroscafo Mongibello, nei pressi dell'isola d'Elba a circa 2,9 km da Capo Calvo. Affondò in soli 15 minuti, portando con sé 70.000 Columnarios d'argento e 100.000 monete d'oro insieme a numerosi gioielli.

## I tentativi di recupero e la razzia
L'armatore Raffaele Rubattino, due mesi dopo, tentò di recuperare il relitto e il carico, un'impresa ardita per i tempi, spendendo un'enorme somma. Fece legare il relitto con delle catene e agganciate ad undici navi, ma il tentativo fallì per la rottura di una catena.
Successivamente una società livornese cercò di individuare il relitto senza risultati e lo stesso fece il Ministero della Guerra di Parigi. Negli anni venti il sindaco dell'isola d'Elba, Bertolini, cercò ripetutamente di individuarlo.
Solo nel 1936 la So.Ri.Ma. di Genova probabilmente localizzò il relitto, ma dovette abbandonare le verifiche a causa di un urgente lavoro in Sardegna.
Nel 2000 degli inglesi attraverso il consolato britannico di Firenze chiedendo il permesso per recuperare il carico d'alluminio del Glenlogan, una nave inglese affondata nel 1916 che giace nei fondali presso Stromboli, inserirono le coordinate del relitto del Polluce. Nessuno si accorse durante il percorso burocratico di ciò, consegnandogli l'autorizzazione.
Dopo avere affittato un rimorchiatore a Genova, su cui era installata una gru, fracassorono il relitto con la benna, portando in superficie sabbia, legno, monete e gioielli. Almeno una parte del bottino venne messa all'asta a Londra nel 2001.
Con un'azione congiunta dei carabinieri e dalla polizia inglese si è bloccata la compravendita ed i beni di inestimabile valore sono stati restituiti all'Italia. Si tratta di un vero e proprio tesoro composto da gioielli di insuperabile fattura con preziosi e circa tremila monete d'oro e d'argento.
L'atto di vandalismo ha compromesso gravemente l'integrità del relitto e ha causato la perdita di un importante patrimonio materiale e storico. Sul Polluce viaggiavano passeggeri di rilievo: madame d'Uxhull, la duchessa napoletana de la Rocca, il capitano d'artiglieria russo Taharichoff, i quali viaggiavano con ingenti somme di denaro e preziosi. L'ipotesi è che sulla nave si fossero dati appuntamento alcuni nobili simpatizzanti con le idee mazziniane e che con quell'oro intendessero finanziare la causa rivoluzionaria.
Nel 2004 fu effettuato il recupero di quanto ancora giaceva sul relitto semidistrutto del Polluce ad opera dell'Historical Diving Society Italia della ditta Marine Consulting di Ravenna in collaborazione col Ministero dei Beni Culturali, della Soprintendenza della Toscana e del Comune di Porto Azzurro.

## Il recupero
Nell'ottobre del 2005 è stato finalmente effettuato il recupero archeologico completo del prezioso carico con il coordinamento ed il finanziamento della Historical Diving Society Italia, primo intervento al mondo effettuato con le moderne tecnologie dell'immersione in saturazione.
Il 25 settembre 2014, la Marina Militare, in collaborazione con il Ministero dei Beni e delle Attività Culturali e del Turismo (MIBACT), ha recuperato una serie di monete provenienti dal “tesoro” del relitto.
L'operazione è stata condotta da Nave Anteo e dal Gruppo Operativo Subacquei (GOS) del Comando Subacquei ed Incursori (COMSUBIN) “Teseo Tesei”, ad una profondità di oltre 100 metri.
La scoperta è stata possibile grazie all'impiego del nuovo ROV (Remoted Operative Vehicle) PEGASO, in dotazione a Comsubin, un sofisticato sistema robotico dotato di potenti bracci manipolatori, telecamere ad alta definizione e sonar di ultima generazione, che può raggiungere i 2.000 metri di profondità.
Le monete recuperate - colonnati spagnoli d'argento da 8 reali – sono di grande interesse storico e numismatico e vanno ad aggiungersi alle oltre cento monete riportate alla luce da Nave Anteo e dai suoi palombari nelle precedenti missioni del 2007 e 2008.